# Équipe de France masculine de handball au Championnat du monde 2007
L'équipe de France masculine de handball participe à ses 12e Championnats du monde lors de cette édition 2007 qui se tient en Allemagne du 19 janvier au 4 février 2007. 
Vainqueur pour la première fois du championnat d'Europe un an plus tôt et possédant un effectif de vedettes évoluant presque toutes dans le championnat allemand, le meilleur au monde, la France les partent parmi les favoris de la compétition.
Battue une première fois lors tour préliminaire par l'Islande puis une seconde fois lors du tour principal par l'Allemagne, la France se qualifie malgré tout pour les quarts de finale. Elle y écarte une Croatie alors invaincue et retrouve en demi-finale les Allemands qui jouent à domicile. Dans un match très décrié du fait d'un arbitrage partial en particulier lors du but refusé à Michaël Guigou à 30 secondes du terme du match, but qui aurait permis aux Français d'égaliser pour pouvoir disputer les tirs au but, les Bleus s'inclinent après 2 prolongations. Démotivés, les Bleus s'inclinent lors du match pour la 3e place et terminent au pied du podium.

## Présentation

### Qualification
La France est directement qualifiée grâce à sa victoire lors du championnat d'Europe 2006.

### Matchs de préparation
Les Bleus ont d'abord remporté le Challenge Marrane :
- France bat  Qatar 32-28 (17-14), jeudi 4 janvier 2007, à Reims, 2800 spectateurs
  - Karaboué (60 min, 12 arrêts)
  - Fernandez (5/7), Dinart (2/2), Girault (8/9 dt 3/3 pen), Kempe (3/5), Abalo (3/5), Sorhaindo, Guigou, Bosquet (3/3), Krantz (1/1), Burdet (4/10), Joli (2/4), Busselier (1/2 dt 0/1 pen).
- France bat  Rép. tchèque 38-25 (15-15), vendredi 5 janvier 2007, à Beauvais, 2800 spectateurs
  - Omeyer (60 min, 14 arrêts)
  - Femandez (5/7), Dinart (1/1), Krantz, G. Gille (4/8), Karabatic (5/9), Abati (3/9), Sorhaindo (1/1), Guigou (4/6), Busselier (1/2), Bosquet (4/7), Burdet (0/1), B. Gille (6/6), Abalo (4/6).
- France bat  Tunisie 35-26 (15-13) dimanche 7 janvier 2007, à Paris, 4800 spectateurs
  - Ploquin (44 min, 11 arrêts), Omeyer (16 min, 6 arrêts)
  - Fernandez (2/8), Dinart (1/1), Krantz (2/2), G. Gille (4/7), Girault (0/3), Kempe, Abati (1/3 dt 1/2 pen), Abalo (10/12), Guigou (5/8 dt 1/1 pen), Bosquet (2/2), Burdet (1/5), B. Gille (7/8).

La suite du programme est :
- du 8 au 12 janvier, stage au Danemark :
  - 10 janvier, à Skjern :  Danemark bat  France 28-25 (Mi-temps : 15-13)[2]
  - 11 janvier, à Horsens :  France bat  Danemark 30-23 (Mi-temps : 14-8)[3]
- Du 12 au 15 janvier : repos
- Du 15 au 18 janvier : stage sur Paris
- 17 janvier à 19h à Paris :  France bat  Norvège 29-21 (Mi-temps:15-9)[4]
- 18 janvier : départ pour Magdebourg

### Effectif
Guillaume Joli et Laurent Busselier ont été écartés au terme de la préparation.

## Résultats

### Tour préliminaire
La France évolue dans le Groupe B :
|   | Équipe    | Pts | J | G | N | P | Bp  | Bc  | Diff |
| - | --------- | --- | - | - | - | - | --- | --- | ---- |
| 1 | Islande   | 4   | 3 | 2 | 0 | 1 | 106 | 76  | 30   |
| 2 | France    | 4   | 3 | 2 | 0 | 1 | 103 | 63  | 40   |
| 3 | Ukraine   | 4   | 3 | 2 | 0 | 1 | 90  | 79  | 11   |
| 4 | Australie | 0   | 3 | 0 | 0 | 3 | 48  | 129 | -81  |

| 20 janvier | Islande   | 45 | 20 | Australie | 16h00 |
| 20 janvier | France    | 32 | 21 | Ukraine   | 18h00 |
| 21 janvier | Australie | 10 | 47 | France    | 16h00 |
| 21 janvier | Ukraine   | 32 | 29 | Islande   | 18h00 |
| 22 janvier | Ukraine   | 37 | 18 | Australie | 18h00 |
| 22 janvier | France    | 24 | 32 | Islande   | 20h00 |

Remarque : l'Islande (+5) et France (+3) sont qualifiées au détriment de l'Ukraine (-8) grâce à leur meilleure différence de buts particulière.
| 20 janvier 2007 18h00 | France             | 32 – 21           | Ukraine       | Bördelandhalle, Magdebourg Affluence : 8 500 Arbitrage : Olesen, Pedersen |
| 20 janvier 2007 18h00 | Nikola Karabatic 6 | (17-8)            | Vitalij Nat 6 | Bördelandhalle, Magdebourg Affluence : 8 500 Arbitrage : Olesen, Pedersen |
| 20 janvier 2007 18h00 | ×3 ×2              | Officiel Handzone | ×3            | Bördelandhalle, Magdebourg Affluence : 8 500 Arbitrage : Olesen, Pedersen |

| France Joueurs - 2 Jérôme Fernandez 2/5 - 3 Didier Dinart - 4 Cédric Burdet 3/5 - 5 Guillaume Gille 3/5 - 6 Bertrand Gille 3/5 - 8 Daniel Narcisse 3/7 - 11 Olivier Girault 2/2 dont 1/1 pen. - 13 Nikola Karabatic 6/8 - 14 Christophe Kempé 1/1 - 18 Joël Abati 2/5 dont 1/2 pen. - 19 Luc Abalo 5/8 - 21 Michaël Guigou 2/2 Gardiens - 1 Yohann Ploquin 3/10 - 16 Thierry Omeyer 10/24 dont 0/3 pen. | Ukraine Joueurs - 2 Viktor Chkrobanets 2/10 - 3 Evgueniy Gourkovsky 4/4 - 4 Volodymyr Kisil - 5 Iouriy Petrenko 3/10 - 6 Vitaliy Nat 6/6 - 7 Andriy Abromov 1/2 - 9 Serhiy Chelmenko 2/6 - 10 Andriy Nataliouk - 11 SerhiyRemizov - 13 Iouriy Kostekiy 3/8 dont 3/3 pen. - 14 Igor Andriouchtchenko - 17 Oleg Maltecev Gardiens - 1 Sergiy Bilyk (de) 5/16 - 12 Evgueniy Boudko 10/31 dont 1/3 pen. |

| 21 janvier 2007 16h00 | France            | 47 – 10           | Australie          | Bördelandhalle, Magdebourg Affluence : 8 500 Arbitrage : Beji et Farah |
| 21 janvier 2007 16h00 | Michaël Guigou 10 | (25-5)            | Darryl McCormack 4 | Bördelandhalle, Magdebourg Affluence : 8 500 Arbitrage : Beji et Farah |
| 21 janvier 2007 16h00 | ×3 ×2             | Officiel Handzone | ×3                 | Bördelandhalle, Magdebourg Affluence : 8 500 Arbitrage : Beji et Farah |

| France Joueurs - 2 Jérôme Fernandez 4/6 - 3 Didier Dinart 0/1 - 4 Cédric Burdet 1/3 - 5 Guillaume Gille 5/7 - 6 Bertrand Gille 1/1 - 8 Daniel Narcisse 4/5 - 13 Nikola Karabatic 5/6 - 14 Christophe Kempé 0/1 - 18 Joël Abati 6/9 dont 0/2 pen. - 19 Luc Abalo 7/8 - 21 Michaël Guigou 10/11 dont 4/4 pen. - 23 Sébastien Bosquet 4/5 Gardiens : - 1 Yohann Ploquin 11/16 - 12 Daouda Karaboué 10/15 dont 1/3 pen. | Australie Joueurs - 3 James Blondell 0/3 - 4 Darryl McCormack 4/11 dont 2/2 pen. - 6 Michael Bertrand - 9 Lee Schofield 0/4 - 10 Bojan Gaspar 0/2 - 11 Adrian van Bussel 0/2 - 13 Tim Jackson 2/3 - 14 Bevan Calvert 2/3 - 17 Josh Parmenter 1/6 - 23 Milan Slavujevic - 31 Nemanja Subotic 1/8 dont 0/1 pen. - 32 Velibor Vujaklija 0/2 Gardiens - 1 Ognjen Latinovic 2/19 dont 0/3 pen. - 16 Dimitrios Varkanitsas 9/39 dont 1/2 pen. |

| 22 janvier 2007 20h00 | France           | 24 – 32           | Islande             | Bördelandhalle, Magdebourg Affluence : 7 500 Arbitrage : Olesen, Pedersen |
| 22 janvier 2007 20h00 | Michaël Guigou 5 | (8-18)            | Ólafur Stefánsson 6 | Bördelandhalle, Magdebourg Affluence : 7 500 Arbitrage : Olesen, Pedersen |
| 22 janvier 2007 20h00 | ×3 ×5 ×1         | Officiel Handzone | ×3 ×6               | Bördelandhalle, Magdebourg Affluence : 7 500 Arbitrage : Olesen, Pedersen |

| France Joueurs - 2 Jérôme Fernandez 3/8 dont 1/2 pen. - 3 Didier Dinart - 5 Guillaume Gille 1/3 - 6 Bertrand Gille 4/4 - 8 Daniel Narcisse 3/5 - 11 Olivier Girault - 13 Nikola Karabatic 2/6 dont 0/1 pen. - 14 Christophe Kempé - 18 Joël Abati 1/3 dont 0/1 pen. - 19 Luc Abalo 4/7 dont 1/1 pen. - 21 Michaël Guigou 5/7 dont 0/1 pen. - 23 Sébastien Bosquet 1/3 Gardiens - 12 Daouda Karaboué 0/7 dont 0/1 pen. - 16 Thierry Omeyer 10/35 dont 0/4 pen. | Islande Joueurs - 2 Vignir Svavarsson 1/1 - 3 Logi Geirsson 5/8 - 5 Sigfus Sigurðsson 2/3 - 6 Ásgeir Örn Hallgrímsson 2/3 - 8 Markus Michaelsson 3/6 - 9 Guðjón Valur Sigurðsson 5/6 - 10 Snorri Steinn Guðjónsson 4/6 - 11 Ólafur Stefánsson 6/9 dont 4/4 pen. - 14 Ragnar Þór Óskarsson 1/1 dont 1/1 pen. - 15 Alexander Petersson 3/5 - 17 Sverrir Jakobsson - 18 Róbert Gunnarsson Gardiens - 12 Birkir Guðmundsson 11/32 dont 2/3 pen. - 16 Hreiðar Guðmundsson 0/3 dont 0/1 pen. |

### Tour principal
La France évolue dans le Groupe MI à Dortmund
|   | Équipe    | Pts | J | G | N | P | Bp  | Bc  | Diff | Dép |
| - | --------- | --- | - | - | - | - | --- | --- | ---- | --- |
| 1 | Pologne   | 8   | 5 | 4 | 0 | 1 | 162 | 147 | 15   | +2  |
| 2 | Allemagne | 8   | 5 | 4 | 0 | 1 | 157 | 138 | 19   | -2  |
| 3 | Islande   | 6   | 5 | 3 | 0 | 2 | 161 | 153 | 8    | +8  |
| 4 | France    | 6   | 5 | 3 | 0 | 2 | 142 | 128 | 14   | -8  |
| 5 | Slovénie  | 2   | 5 | 1 | 0 | 2 | 140 | 165 | -25  | -   |
| 6 | Tunisie   | 0   | 5 | 0 | 0 | 5 | 142 | 173 | -31  | -   |

| 24 janvier | Tunisie   | 30 | 36 | Islande   | 17h30 |
| 24 janvier | Slovénie  | 29 | 35 | Allemagne | 17h30 |
| 24 janvier | France    | 31 | 22 | Pologne   | 19h30 |
| 25 janvier | Tunisie   | 28 | 35 | Allemagne | 16h30 |
| 25 janvier | Pologne   | 35 | 33 | Islande   | 18h30 |
| 25 janvier | France    | 33 | 19 | Slovénie  | 20h30 |
| 27 janvier | France    | 26 | 29 | Allemagne | 16h30 |
| 27 janvier | Islande   | 32 | 31 | Slovénie  | 18h00 |
| 27 janvier | Pologne   | 40 | 31 | Tunisie   | 20h00 |
| 28 janvier | Allemagne | 33 | 28 | Islande   | 15h30 |
| 28 janvier | Slovénie  | 27 | 38 | Pologne   | 17h30 |
| 28 janvier | France    | 28 | 26 | Tunisie   | 19h30 |

| 24 janvier 2007 19h30 | France             | 31 – 22           | Pologne             | Westfalenhallen, Dortmund Affluence : 5 000 Arbitrage : Herczeg, Südi |
| 24 janvier 2007 19h30 | Jérôme Fernandez 6 | (11-12)           | Tomasz Tłuczyński 5 | Westfalenhallen, Dortmund Affluence : 5 000 Arbitrage : Herczeg, Südi |
| 24 janvier 2007 19h30 | ×3 ×6              | Officiel Handzone | ×3 ×8 ×2            | Westfalenhallen, Dortmund Affluence : 5 000 Arbitrage : Herczeg, Südi |

| France Joueurs - 2 Jérôme Fernandez 6/6 - 3 Didier Dinart 0/1 - 4 Cédric Burdet 0/4 - 5 Guillaume Gille 2/4 - 6 Bertrand Gille 3/4 - 8 Daniel Narcisse 3/6 - 11 Olivier Girault 1/3 - 13 Nikola Karabatic 5/7 - 14 Christophe Kempé 1/1 - 16 Thierry Omeyer 0/1 - 18 Joël Abati 1/2 - 19 Luc Abalo 5/5 21 Michaël Guigou 4/7 dont 2/2 pen. Gardiens - 1 Yohann Ploquin - - 16 Thierry Omeyer 11/33 dont 0/3 pen. | Pologne Joueurs - 3 Krzysztof Lijewski 1/3 - 4 Patryk Kuchczyński 1/2 - 5 Mateusz Jachlewski 2/3 - 6 Grzegorz Tkaczyk 2/5 - 8 Karol Bielecki 1/2 - 9 Artur Siódmiak - 11 Damian Wleklak 0/1 - 13 Bartosz Jurecki4/4 - 14 Mariusz Jurasik2/3 - 15 Michał Jurecki 1/2 - 19 Tomasz Tłuczyński 5/6 dont 3/3 pen. - 22 Marcin Lijewski 3/8 Gardiens - 1 Sławomir Szmal 8/29 dont 0/1 pen. - 16 Adam Wiener 2/12 dont 0/1 pen. |

| 25 janvier 2007 18h00 | France             | 33 – 19           | Slovénie     | Gerry-Weber-Stadion, Halle Affluence : 5 900 Arbitrage : CHERNEGA et POLADENKO |
| 25 janvier 2007 18h00 | Nikola Karabatic 6 | (18-10)           | Jure Natek 5 | Gerry-Weber-Stadion, Halle Affluence : 5 900 Arbitrage : CHERNEGA et POLADENKO |
| 25 janvier 2007 18h00 | ×3                 | Officiel Handzone | ×3 ×6        | Gerry-Weber-Stadion, Halle Affluence : 5 900 Arbitrage : CHERNEGA et POLADENKO |

| France Joueurs - 2 Jérôme Fernandez 5/7 - 3 Didier Dinart 1/1 - 5 Guillaume Gille - 6 Bertrand Gille 4/6 - 8 Daniel Narcisse 3/8 - 11 Olivier Girault 4/6 dont 3/3 pen. - 13 Nikola Karabatic 6/8 - 14 Christophe Kempé 2/2 - 18 Joël Abati - 19 Luc Abalo 3/4 - 21 Michaël Guigou 5/7 dont 1/1 pen. - 23 Sébastien Bosquet 0/2 Gardiens - 1 Yohann Ploquin 2/8 - 16 Thierry Omeyer 15/28 dont 1/1 pen. | Slovénie Joueurs - 2 Miladin Kozlina 1/4 - 3 Ognjen Backovič 1/1 - 4 Rok Ivančič 1/4 - 5 Zoran Jovičič 1/5 - 6 Goran Kozomara 0/1 - 7 Dragan Gajić 0/2 - 9 Jure Natek 5/10 - 10 Bostjan Kavas 1/2 - 11 David Špiler 0/3 - 13 Matjaž Brumen 4/6 - 14 Siarhei Rutenka 3/7 - 19 Zoran Lubej 2/6 dont 0/1 pen. Gardiens - 12 Gorazd Škof 8/23 dont 0/3 pen. - 16 Beno Lapajne 4/22 dont 0/1 pen. |

| 27 janvier 2007 16h30 | France             | 26 – 29           | Allemagne       | Westfalenhallen, Dortmund Affluence : 12 000 Arbitrage : BRETO et HUELIN |
| 27 janvier 2007 16h30 | Nikola Karabatic 7 | (9-14)            | Michael Kraus 7 | Westfalenhallen, Dortmund Affluence : 12 000 Arbitrage : BRETO et HUELIN |
| 27 janvier 2007 16h30 | ×3 ×5              | Officiel Handzone | ×3 ×9           | Westfalenhallen, Dortmund Affluence : 12 000 Arbitrage : BRETO et HUELIN |

| France Joueurs - 2 Jérôme Fernandez 1/3 - 3 Didier Dinart - 4 Cédric Burdet - 5 Guillaume Gille 0/1 - 6 Bertrand Gille 3/4 - 8 Daniel Narcisse 6/7 - 11 Olivier Girault 1/2 dont 0/1 pen. - 13 Nikola Karabatic 7/10 dont 0/1 pen. - 14 Christophe Kempé - 16 Thierry Omeyer 0/1 - 18 Joël Abati 4/6 - 19 Luc Abalo 2/5 - 21 Michaël Guigou 2/7 dont 0/1 pen. Gardiens - 12 Daouda Karaboué 3/8 - 16 Thierry Omeyer 3/27 dont 0/1 pen. | Allemagne Joueurs - 2 Pascal Hens 4/5 - 4 Oliver Roggisch - 5 Dominik Klein 1/1 - 8 Sebastian Preiß - 11 Holger Glandorf 5/8 - 13 Markus Baur 1/1 dont 1/1 pen. - 14 Christian Zeitz 4/6 - 15 Torsten Jansen 3/3 - 18 Michael Kraus 7/8 - 19 Florian Kehrmann 2/3 - 21 Lars Kaufmann 1/2 - 41 Christian Schwarzer 1/2 Gardiens - 1 Henning Fritz 16/39 dont 3/3 pen. - 12 Johannes Bitter 0/3 |

| 28 janvier 2007 19h30 | France      | 28-26             | Tunisie       | Gerry-Weber-Stadion, Halle Affluence : 6 000 Arbitrage : NILSON et ROGERIO |
| 28 janvier 2007 19h30 | 4 joueurs 4 | (18-10)           | Anouar Ayed 7 | Gerry-Weber-Stadion, Halle Affluence : 6 000 Arbitrage : NILSON et ROGERIO |
| 28 janvier 2007 19h30 | ×4 ×6 ×1    | Officiel Handzone | ×3 ×6 ×2      | Gerry-Weber-Stadion, Halle Affluence : 6 000 Arbitrage : NILSON et ROGERIO |

| France Joueurs - 2 Jérôme Fernandez 2/3 - 3 Didier Dinart 0/1 - 4 Cédric Burdet 4/6 - 5 Guillaume Gille 2/4 - 6 Bertrand Gille 4/4 - 8 Daniel Narcisse 4/6 - 11 Olivier Girault 3/5 dont 0/2 pen. - 13 Nikola Karabatic 3/4 - 14 Christophe Kempé 1/1 - 18 Joël Abati 4/9 dont 2/2 pen. - 19 Luc Abalo 1/1 - 21 Michaël Guigou Gardiens - 1 Yohann Ploquin 0/1 pen. - 16 Thierry Omeyer 9/34 dont 0/3 pen. | Tunisie Joueurs - 2 Wael Horri - 5 Mahmoud Gharbi 1/1 - 6 Issam Tej 6/8 - 7 Jaleleddine Touati 1/1 - 8 Wissem Hmam 5/11 - 9 Aymen Hammed - 11 Makrem Jerou - 15 Ahmed Marouan Hadj 0/2 - 18 Wissem Bousnina 1/4 - 19 Sahbi Ben Aziza 1/2 - 20 Heykel Megannem 4/6 - 21 Anouar Ayed 7/10 dont 4/4 pen. Gardiens - 12 Marouène Maggaiez 6/27 dont 2/4 pen. - 16 Wassim Helal 6/13 |

### Phase finale
|  | Quarts de finale           | Quarts de finale            |                          |                          | Demi-finales               | Demi-finales               |    |  | Finale                   | Finale                   |
|  | Quarts de finale           | Quarts de finale            |                          |                          | Demi-finales               | Demi-finales               |    |  | Finale                   | Finale                   |
|  |                            |                             |                          |                          |                            |                            |    |  |                          |                          |
|  | 30 janvier 17h30, Cologne  | 30 janvier 17h30, Cologne   |                          |                          | 1er février 17h30, Cologne | 1er février 17h30, Cologne |    |  | 4 février 16h30, Cologne | 4 février 16h30, Cologne |
|  | 30 janvier 17h30, Cologne  | 30 janvier 17h30, Cologne   |                          |                          | 1er février 17h30, Cologne | 1er février 17h30, Cologne |    |  | 4 février 16h30, Cologne | 4 février 16h30, Cologne |
|  | Espagne                    | 25                          |                          |                          | 1er février 17h30, Cologne | 1er février 17h30, Cologne |    |  | 4 février 16h30, Cologne | 4 février 16h30, Cologne |
|  | Espagne                    | 25                          |                          |                          | 1er février 17h30, Cologne | 1er février 17h30, Cologne |    |  | 4 février 16h30, Cologne | 4 février 16h30, Cologne |
|  | Allemagne                  | 27                          |                          |                          | 1er février 17h30, Cologne | 1er février 17h30, Cologne |    |  | 4 février 16h30, Cologne | 4 février 16h30, Cologne |
|  | Allemagne                  | 27                          | Allemagne                | 32a2p                    |                            |                            |    |  | 4 février 16h30, Cologne | 4 février 16h30, Cologne |
|  | 30 janvier 20h00, Cologne  |                             | Allemagne                | 32a2p                    |                            |                            |    |  | 4 février 16h30, Cologne | 4 février 16h30, Cologne |
|  |                            | France                      | 31                       |                          |                            |                            |    |  | 4 février 16h30, Cologne | 4 février 16h30, Cologne |
|  | Croatie                    | France                      | 31                       | 18                       |                            |                            |    |  | 4 février 16h30, Cologne | 4 février 16h30, Cologne |
|  | Croatie                    |                             |                          | 18                       |                            |                            |    |  | 4 février 16h30, Cologne | 4 février 16h30, Cologne |
|  | France                     | 21                          |                          |                          |                            |                            |    |  | 4 février 16h30, Cologne | 4 février 16h30, Cologne |
|  | France                     | 21                          | Allemagne                | 29                       |                            |                            |    |  |                          |                          |
|  | 30 janvier 17h30, Hambourg |                             | Allemagne                | 29                       |                            |                            |    |  |                          |                          |
|  |                            | Pologne                     | 24                       |                          |                            |                            |    |  |                          |                          |
|  | Pologne                    | Pologne                     | 24                       | 28                       |                            |                            |    |  |                          |                          |
|  | Pologne                    | 1er février 20h00, Hambourg |                          | 28                       |                            |                            |    |  |                          |                          |
|  | Russie                     | 27                          |                          |                          |                            |                            |    |  |                          |                          |
|  | Russie                     | 27                          | Pologne                  | 36a2p                    |                            |                            |    |  |                          |                          |
|  | 30 janvier 20h00, Hambourg | 30 janvier 20h00, Hambourg  | Pologne                  | 36a2p                    | Match pour la 3e place     | Match pour la 3e place     |    |  |                          |                          |
|  | 30 janvier 20h00, Hambourg | 30 janvier 20h00, Hambourg  |                          | Danemark                 | Match pour la 3e place     | Match pour la 3e place     | 33 |  |                          |                          |
|  | Islande                    | 41                          | 4 février 14h00, Cologne | 4 février 14h00, Cologne |                            |                            | 33 |  |                          |                          |
|  | Islande                    | 41                          | 4 février 14h00, Cologne | 4 février 14h00, Cologne |                            |                            |    |  |                          |                          |
|  | Danemark                   | 42ap                        |                          | France                   | 27                         |                            |    |  |                          |                          |
|  | Danemark                   | 42ap                        |                          | France                   | 27                         |                            |    |  |                          |                          |
|  |                            |                             |                          |                          |                            |                            |    |  | Danemark                 | 34                       |
|  |                            |                             |                          |                          |                            |                            |    |  | Danemark                 | 34                       |

#### Quart de finale
| 30 janvier 2007 20h00 | France      | 21 – 18           | Croatie       | Kölnarena, Cologne Affluence : 19 000 Arbitrage : Chernega, Poladenko |
| 30 janvier 2007 20h00 | Luc Abalo 8 | (10-9)            | Ivano Balić 5 | Kölnarena, Cologne Affluence : 19 000 Arbitrage : Chernega, Poladenko |
| 30 janvier 2007 20h00 | ×2 ×1       | Officiel Handzone | ×2 ×4 ×1      | Kölnarena, Cologne Affluence : 19 000 Arbitrage : Chernega, Poladenko |

| France Joueurs - 2 Jérôme Fernandez 2/5 dont 0/1 pen. - 3 Didier Dinart - 4 Cédric Burdet - 5 Guillaume Gille - 6 Bertrand Gille 0/5 - 8 Daniel Narcisse 3/8 - 11 Olivier Girault - 13 Nikola Karabatic 5/11 - 14 Christophe Kempé - 18 Joël Abati 0/1 - 19 Luc Abalo 8/13 - 21 Michaël Guigou 3/7 dont 1/2 pen. Gardiens - 12 Daouda Karaboué - - 16 Thierry Omeyer 22/40 dont 1/3 pen. | Croatie Joueurs - 2 Nikša Kaleb - 3 Renato Sulić 2/2 - 4 Ivano Balić 5/12 - 6 Blaženko Lacković 3/10 - 7 Vedran Zrnić - 9 Igor Vori 2/5 - 10 Davor Dominiković - 11 Mirza Džomba 3/7 dont 2/3 pen. - 14 Drago Vuković 0/1 - 18 Denis Špoljarić - 19 Petar Metličić 3/12 - 23 Ljubo Vukić Gardiens - 16 Dragan Jerković 3/4 - 25 Mirko Alilović 15/35 dont 1/2 pen |

#### Demi-finale
| 1er février 2007 18h00 | Allemagne        | 32 – 31 (ap)      | France            | Kölnarena, Cologne Affluence : 16 000 Arbitrage : Håkansson, Nilsson |
| 1er février 2007 18h00 | Glandorf, Baur 5 | (11-12, 21-21)    | Daniel Narcisse 8 | Kölnarena, Cologne Affluence : 16 000 Arbitrage : Håkansson, Nilsson |
| 1er février 2007 18h00 | Prol. : 6-6, 5-4 |                   |                   | Kölnarena, Cologne Affluence : 16 000 Arbitrage : Håkansson, Nilsson |
| 1er février 2007 18h00 | ×2 ×6            | Officiel Handzone | ×2 ×5             | Kölnarena, Cologne Affluence : 16 000 Arbitrage : Håkansson, Nilsson |

| GB                           | 1  | Henning Fritz       | 17/47 (0/1 pen.) |                           |
| GB                           | 12 | Johannes Bitter     | 0/1 (0/1 pen.)   |                           |
| ARG                          | 2  | Pascal Hens         | 4/10             | Suspension                |
| DEF                          | 4  | Oliver Roggisch     |                  | Suspension                |
| ALG                          | 5  | Dominik Klein       | 3/3              |                           |
| ARD                          | 11 | Holger Glandorf     | 5/8              | Suspension                |
| DC                           | 13 | Markus Baur         | 5/8 (4/4 pen.)   |                           |
| ARD                          | 14 | Christian Zeitz     | 3/11             | Carton jaune · Suspension |
| ALG                          | 15 | Torsten Jansen      | 3/3              |                           |
| P                            | 17 | Andrej Klimovets    |                  | Suspension                |
| DC                           | 18 | Michael Kraus       | 2/7              | Suspension                |
| ALD                          | 19 | Florian Kehrmann    | 4/8              | Carton jaune              |
| ARG                          | 21 | Lars Kaufmann       | 1/1              |                           |
| P                            | 41 | Christian Schwarzer | 2/5              |                           |
| Sélectionneur : Heiner Brand |    |                     |                  |                           |

|       | Statistiques   |       |
| ----- | -------------- | ----- |
| 17/48 | Arrêts         | 15/47 |
| 35%   | % d'arrêts     | 32%   |
| 32/64 | Buts marqués   | 31/61 |
| 50%   | % réussite     | 51 %  |
| 4/4   | Jets de 7 m    | 2/2   |
| 2     | Cartons jaunes | 2     |
| 6     | Suspensions    | 5     |
| 0     | Cartons rouges | 0     |

| GB                            | 1  | Yohann Ploquin     | –                |                                        |
| GB                            | 16 | Thierry Omeyer     | 15/47 (0/4 pen.) |                                        |
| ARG/D                         | 2  | Jérôme Fernandez   | 0/3              | Carton jaune · Suspension              |
| DEF                           | 3  | Didier Dinart      |                  |                                        |
| ARD                           | 4  | Cédric Burdet      |                  |                                        |
| DC                            | 5  | Guillaume Gille    |                  |                                        |
| P                             | 6  | Bertrand Gille     | 4/6              | Carton jaune · Suspension · Suspension |
| ARG                           | 8  | Daniel Narcisse    | 8/17             |                                        |
| ALG                           | 11 | Olivier Girault    |                  |                                        |
| ARG                           | 13 | Nikola Karabatic   | 6/15             | Suspension                             |
| P                             | 14 | Christophe Kempé   |                  |                                        |
| ALD                           | 18 | Joël Abati         | 7/8 (2/2 pen.)   |                                        |
| ALD                           | 19 | Luc Abalo          | 3/9              | Suspension                             |
| ALG                           | 21 | Michaël Guigou 3/3 |                  |                                        |
| Sélectionneur : Claude Onesta |    |                    |                  |                                        |

#### Match pour la3eplace
| 4 février 2007 14h00 | France             | 27 – 34           | Danemark            | Kölnarena, Cologne Affluence : 19 000 Arbitrage : Krstić, Ljubič |
| 4 février 2007 14h00 | Fernandez Guigou 6 | (15-21)           | Lars Christiansen 9 | Kölnarena, Cologne Affluence : 19 000 Arbitrage : Krstić, Ljubič |
| 4 février 2007 14h00 | ×3 ×2              | Officiel Handzone | ×3 ×4               | Kölnarena, Cologne Affluence : 19 000 Arbitrage : Krstić, Ljubič |

| GB                            | 1  | Yohann Ploquin   | 1/5             |                           |
| GB                            | 16 | Thierry Omeyer   | 8/38 (0/4 pen.) |                           |
| ARG/D                         | 2  | Jérôme Fernandez | 6/8             |                           |
| DEF                           | 3  | Didier Dinart    |                 | Carton jaune              |
| ARD                           | 4  | Cédric Burdet    |                 |                           |
| DC                            | 5  | Guillaume Gille  | 0/3             |                           |
| P                             | 6  | Bertrand Gille   | 2/3             |                           |
| ARG                           | 8  | Daniel Narcisse  | 5/9 (1/1 pen.)  |                           |
| ALG                           | 11 | Olivier Girault  | 0/1             |                           |
| DC                            | 13 | Nikola Karabatic | 5/11            | Carton jaune · Suspension |
| P                             | 14 | Christophe Kempé | 1/2             | Carton jaune              |
| ALD                           | 18 | Joël Abati       | 1/4             |                           |
| ALD                           | 19 | Luc Abalo        | 1/3             | Suspension                |
| ALG                           | 21 | Michaël Guigou   | 6/9 (3/3 pen.)  |                           |
| Sélectionneur : Claude Onesta |    |                  |                 |                           |

|       | Statistiques   |       |
| ----- | -------------- | ----- |
| 9/43  | Arrêts         | 15/42 |
| 21 %  | % d'arrêts     | 36 %  |
| 27/53 | Buts marqués   | 34/50 |
| 51 %  | % réussite     | 68 %  |
| 4/4   | Jets de 7 m    | 4/4   |
| 3     | Cartons jaunes | 3     |
| 2     | Suspensions    | 4     |
| 0     | Cartons rouges | 0     |

| GB                           | 1  | Kasper Hvidt            | 15/41 (0/3 pen.) |                                        |
| GB                           | 20 | Peter Henriksen         | 0/1 (0/1 pen.)   |                                        |
| ARD                          | 5  | Per Leegaard (en)       | 5/6              |                                        |
| ARG                          | 6  | Lars T. Jørgensen       | 1/2              | Carton jaune · Suspension              |
| DC                           | 7  | Jesper Jensen           | 1/2              |                                        |
| ALG                          | 8  | Lars Rasmussen (en)     |                  |                                        |
| ALG                          | 9  | Lars Christiansen       | 9/11 (4/4 pen.)  |                                        |
| ARG                          | 10 | Lars Møller Madsen (en) | 3/3              |                                        |
| P                            | 14 | Michael V. Knudsen      | 4/5              | Carton jaune · Suspension · Suspension |
| ALD                          | 17 | Søren Stryger           | 3/3              |                                        |
| DC                           | 18 | Anders Oechsler (en)    | 2/5              |                                        |
| P                            | 19 | Jesper Nøddesbo         | 4/6              | Carton jaune · Suspension              |
| DC                           | 23 | Joachim Boldsen (en)    | 2/7              |                                        |
| ALD                          | 24 | Hans Lindberg           |                  |                                        |
| Sélectionneur : Ulrik Wilbek |    |                         |                  |                                        |

## Statistiques

### Récompenses
Un seul joueur français a été désigné dans l'équipe-type de la compétition : Nikola Karabatic, au poste d'arrière gauche.
À noter que la France termine avec la meilleure défense de la compétition avec 243 buts encaissés en 10 matchs.

### Buteurs
Nikola Karabatic est le 8e meilleur buteur avec 50 buts.

### Statistiques détaillées
Les statistiques détaillées de l'équipe de France sont :
| Rang  | Joueur            | Tot. | Tirs | %      | 7m    | MJ | Moy. | Carton jaune | Suspension | Carton rouge | Temps de jeu    |
| ----- | ----------------- | ---- | ---- | ------ | ----- | -- | ---- | ------------ | ---------- | ------------ | --------------- |
| 1     | Nikola Karabatic  | 50   | 86   | 58,1 % | 0/2   | 10 | 5,0  | 6            | 7          | 1            | 7 h 45 min 0 s  |
| 2     | Daniel Narcisse   | 42   | 78   | 53,8 % | 1/1   | 10 | 4,2  |              | 1          |              | 5 h 43 min 41 s |
| 3     | Michaël Guigou    | 40   | 60   | 66,7 % | 11/13 | 10 | 4,0  |              | 1          |              | 7 h 27 min 51 s |
| 4     | Luc Abalo         | 39   | 63   | 61,9 % | 1/1   | 10 | 3,9  | 2            | 3          |              | 7 h 32 min 2 s  |
| 5     | Jérôme Fernandez  | 31   | 54   | 57,4 % | 1/3   | 10 | 3,1  | 3            | 4          |              | 6 h 6 min 38 s  |
| 6     | Bertrand Gille    | 28   | 42   | 66,7 % |       | 10 | 2,8  | 5            | 6          |              | 7 h 15 min 40 s |
| 7     | Joël Abati        | 26   | 47   | 55,3 % | 5/10  | 10 | 2,6  |              | 1          | 1            | 4 h 55 min 58 s |
| 8     | Guillaume Gille   | 13   | 27   | 48,1 % |       | 10 | 1,3  | 4            | 3          |              | 3 h 40 min 37 s |
| 9     | Olivier Girault   | 11   | 19   | 57,9 % | 4/7   | 9  | 1,2  |              | 3          |              | 2 h 44 min 2 s  |
| 10    | Cédric Burdet     | 8    | 18   | 44,4 % |       | 8  | 1,0  |              | 1          |              | 2 h 4 min 5 s   |
| 11    | Christophe Kempé  | 6    | 8    | 75,0 % |       | 10 | 0,6  | 1            |            |              | 1 h 20 min 18 s |
| 12    | Sébastien Bosquet | 5    | 10   | 50,0 % |       | 3  | 1,7  | 1            |            |              | 0 h 27 min 6 s  |
| 13    | Didier Dinart     | 1    | 4    | 25,0 % |       | 10 | 0,1  | 5            | 7          |              | 4 h 57 min 17 s |
| Total | Total             | 300  | 516  | 58,1 % | 23/37 | 10 | 31,5 | 27           | 37         | 2            | 10 h 0 min 0 s  |

Parmi les statistiques, on peut remarquer la faible efficacité aux jets de 7 mètres, avec un taux de réussite d'un peu plus de 50 % (23 buts marqués sur 37 tentatives).

### Gardiens de but
Les statistiques détaillées sont :
| Rang  | Joueur          | Arrêts | Tirs | %      | MJ | Moy. | 7m   | Temps de jeu    |
| ----- | --------------- | ------ | ---- | ------ | -- | ---- | ---- | --------------- |
| 1     | Thierry Omeyer  | 103    | 306  | 33,7 % | 9  | 11,4 | 2/26 | 8 h 20 min 8 s  |
| 2     | Yohann Ploquin  | 17     | 40   | 42,5 % | 7  | 2,4  | 0/1  | 1 h 7 min 4 s   |
| 3     | Daouda Karaboué | 13     | 30   | 43,3 % | 4  | 3,3  | 1/4  | 0 h 52 min 33 s |
| Total | Total           | 133    | 376  | 35,4 % | 10 | 13,3 | 3/31 | 10 h 0 min 0 s  |

Remarques :
- les statistiques de Ploquin et Karaboué sont principalement obtenues face à l'Australie avec respectivement 11/16 pour Ploquin et 10/15 pour Karaboué.
- l'efficacité aux jets de 7 mètres est très faible avec un taux d'arrêts d'un peu moins de 10 % (3 arrêts sur 31 tirs subis).